# Chazelles (Charente)
Chazelles ist eine südwestfranzösische Gemeinde mit 1550 Einwohnern (Stand 1. Januar 2022) im Département Charente in der Region Nouvelle-Aquitaine.

## Lage
Chazelles liegt etwa 90 Meter ü. d. M.; der kleine Fluss Bandiat – bzw. ein Seitenkanal – fließen mitten durch den Ort, der etwa 21 Kilometer (Fahrtstrecke) östlich von Angoulême bzw. etwa 11 Kilometer südlich von La Rochefoucauld liegt. Die nördlichen Nachbarorte Pranzac, Bunzac und Rancogne sind ebenfalls sehenswert.

## Bevölkerungsentwicklung
| Jahr      | 1968 | 1975 | 1982 | 1990 | 1999 | 2007 | 2016 |
| Einwohner | 1067 | 1075 | 1315 | 1428 | 1390 | 1524 | 1552 |

Bei der ersten Volkszählung in Frankreich im Jahre 1793 hatte der Ort 810 Einwohner; im 19. Jahrhundert – nach der Eingemeindung des Ortsteils Saint-Paul (1845) – schwankte die Zahl zwischen 1100 und 1200.

## Wirtschaft
Neben der Landwirtschaft und dem Weinbau, die über Jahrhunderte der Selbstversorgung der Bevölkerung dienten, waren Kalksteinbrüche eine der Haupteinnahmequellen des Ortes – so wurden die Häuser und Kirchen der Gegend schon seit dem Mittelalter aus diesem Material gebaut und auch der Sockel der Freiheitsstatue in New York stammt aus den hiesigen Steinbrüchen, von denen die meisten allerdings nicht mehr in Betrieb sind, weil Kunststeine deutlich billiger geworden sind. Daneben gibt es Arbeitsplätze in einem Sägewerk und im üblichen Kleinhandwerk (Bäcker, Metzger etc.).

## Geschichte
Über die Geschichte von Chazelles ist nur wenig bekannt, doch bereits in der Bronzezeit waren einige der Karstgrotten in der Umgebung bewohnt oder wurden als Kult- oder Begräbnisstätten genutzt; eine in der Grotte du Quéroy entdeckte Keramikschale mit eingeritzten Zeichen und menschlichen Figuren befindet sich im Musée d’Angoulême. Im Mittelalter waren Chazelles und Saint-Paul besiedelt; die Bewohner beider Orte errichteten jeweils eine kleine Pfarrkirche.

## Sehenswürdigkeiten

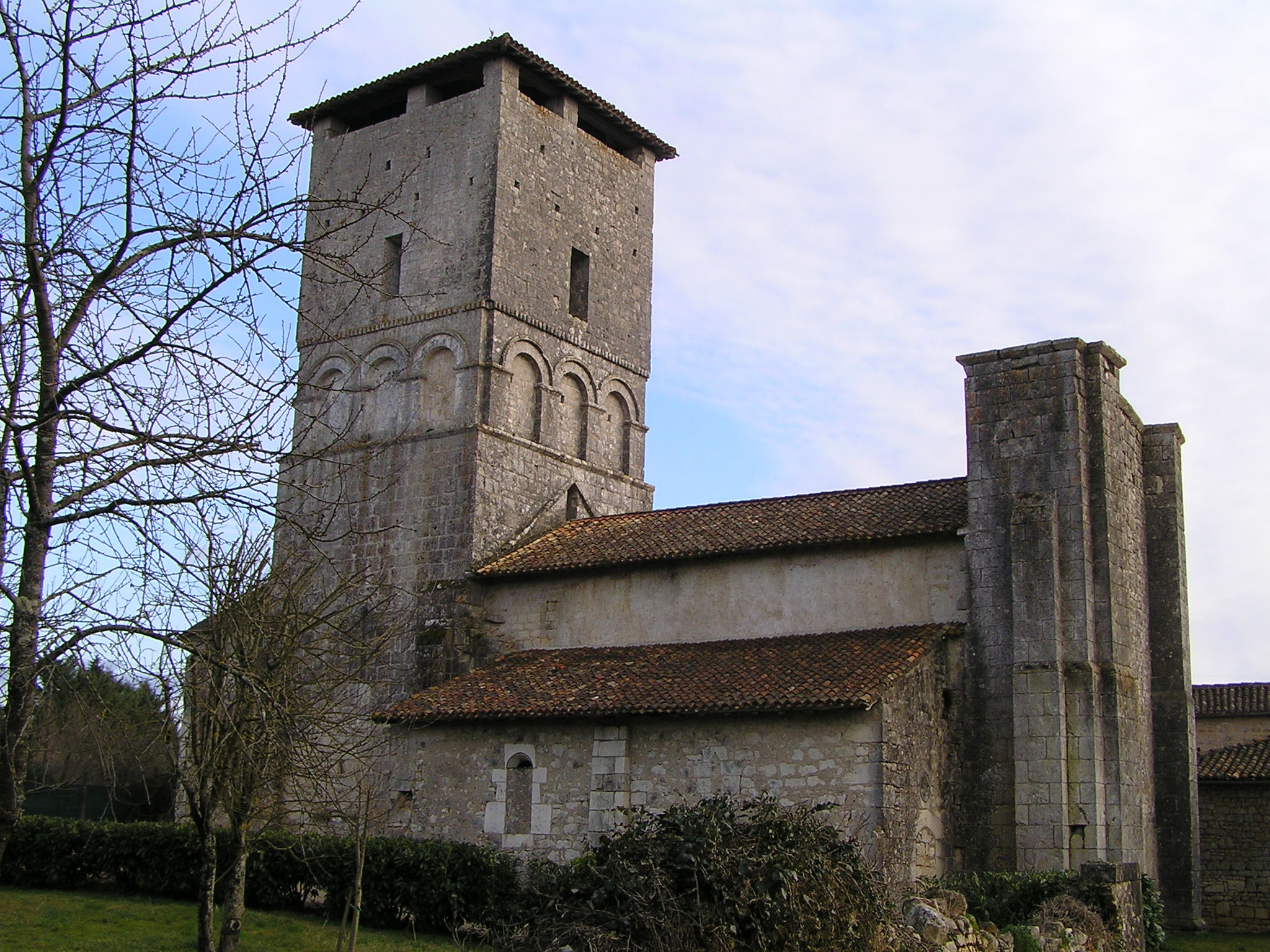
Chazelles – Kirche Saint-Paul

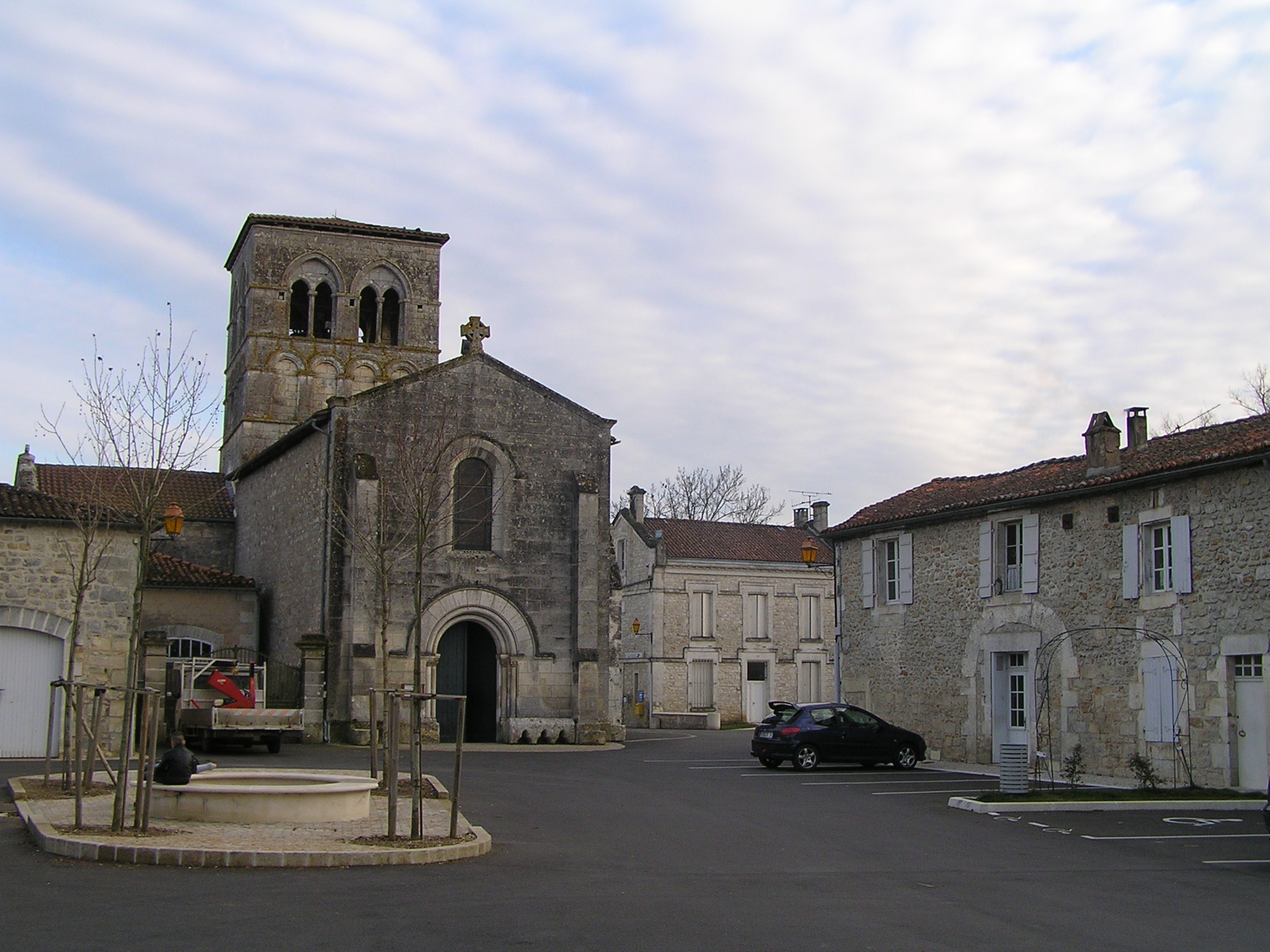
Chazelles – Kirche Saint-Martin

- Der hohe Vierungsturm der romanischen Pfarrkirche Saint-Paul beherrscht die Silhouette des in einer Senke gelegenen Ortes. Im 16. oder 17. Jahrhundert wurde sie – wegen umherziehender räuberischer Banden – zu einer schmucklosen Wehrkirche umgebaut, die den Einwohnern des Ortes in Krisensituationen Schutz bot: Im Westen erhielt sie mächtige Strebepfeiler zur Verstärkung des ursprünglichen – nicht sehr stabilen – Bruchsteinmauerwerks; gleichzeitig wurde der Vierungsturm auf die heutige Höhe gebracht und mit einer – ehemals nicht überdachten – Wach- und Wehrplattform versehen. Im Innern ist deutlich die ursprüngliche Einschiffigkeit des Kirchenbaus zu erkennen; das nördliche Seitenschiff ist eine spätere Hinzufügung. Das Kirchenschiff ist nicht eingewölbt, sondern von einem offenen Dachstuhl bedeckt. Die unverputzten, steinsichtigen Wände verleihen dem Kircheninnern einen urtümlichen Eindruck; sehr harmonisch ist auch die gewölbte Apsis mit drei äußert schmalen und ehemals wohl unverglasten Fensteröffnungen. Das Kirchenbauwerk wurde im Jahr 1977 als Monument historique[2] anerkannt; eine aus dem Jahr 1552 stammende Bronzeglocke wurde bereits im Jahre 1942 in die Inventarliste eingetragen.[3]
- Die Kirche Saint-Martin stammt ebenfalls aus dem 12. Jahrhundert. Etwa 100 Jahre später erhielt sie ein im gotischen Stil erbautes Glockengeschoss auf dem Vierungsturm. Im 19. Jahrhundert wurde das Kirchenschiff nach Westen verlängert und die gesamte Fassade erneuert, auf deren Südseite ein schöner gotischer Steinsarkophag ausgestellt ist. Im Zuge dieser Baumaßnahmen wurde das Kirchenschiff eingewölbt und die ehemals möglicherweise halbrunde Apsis durch einen flachen Chorschluss ersetzt.